# Zemljotres u Skoplju 1963.
Zemljotres u Skoplju 1963. (mkd. Скопски земјотрес 1963), zemljotres momentne magnitude 6,1 koji se dogodio u Skoplju, SR Makedonija (danas Severna Makedonija) tada delu SFR Jugoslavije 26. jula 1963. u kojem je preko 1.000 ljudi poginulo, više od 3.000 povređeno, a između 120.000 i 200.000 ostalo bez vlastitog doma. U potresu je uništeno između 75 i 80 posto grada.

## Činjenice
Potres koji je na lestvici magnitude momenta merio 6,1 (ekvivalentno 6,9 na Rihterovoj skali) zbio se 26. jula 1963. u 4.17 sati prema UTC (5.17 prema lokalnom vremenu) u Skoplju, Socijalistička Republika Makedonija, tada delu SFR Jugoslavije (danas Severna Makedonija). Podrhtavanje je trajalo 20 sekundi i osetilo se duž većine doline reke Vardar.
Vest je iz Skoplja u Beograd preneo u rano jutro 26. jula 1963. dopisnik „Politike“ Jovan Popovski, a odatle su vest preuzele druge agencije. Tim povodom Politika je štampala prvo vanredno izdanje svog časopisa posle Drugog svetskog rata.

## Posledice
Nakon nekoliko dana od zemljotresa 35 država zatražilo je od Generalne skupštine Ujedinjenih nacija da uvrsti pomoć za Skoplje na popis svojih agenda. Pomoć u obliku novca, medicinskih, inženjerskih i građevinskih timova i namirnica ponudilo je 78 država.

### Opšti spisak srušenih zgrada
Javne zgrade koje su potpuno srušene ili napola oštećene, na području Opštine Centar:.
- Stara železnička stanica;
- Oficirski dom;
- Narodno pozorište;
- Dom Jugoslovenske narodne armije;
- Saobraćajna pošta br. 2;
- Zgrada glavne pošte, telefonska centrala;
- Dom kulture „Kočo Racin“;
- Zgrada opštine "Idadija"
- Zgrada Univerziteta u Skoplju u kojoj su bili Filozofski, Pravni i Ekonomski fakultet;
- Zgrada republičkih sekretarijata;
- Hotel „Makedonija“ (hotel je bio pun gostiju, među njima mnogo stranaca – Bugara, Belgijanaca, Francuza, Amerikanaca itd. Veoma mali deo žrtava izvučen je živ);
- Hotel "Skoplje";
- Zgrada Spoljnotrgovinskih preduzeća;
- Poslovno-stambena zgrada Jugobanke i Narodne banke;
- Studio Radio-televizije Skoplje;
- Dve poslovno stambene petospratnice naspram Železničke stanice;
- Blok četvorospratnih stambenih zgrada na Trgu Slobode;
- "Inženjerska zgrada";
- Zgrada koja se nalazila na uglu ul. Osma udarna brigada br. 16 i ul. Nauma Naumovskog br. 7;
- Stambene zgrade u Ul. Vasila Glavinova br. 22 i 36, bul. JNA br. 32 i 36, ul. Đuro Đaković br. 19, Ul. Karla Marksa br. 41, Ul. 29. novembar br. 16, itd.
- Objekat br. 13 u naselju Karpoš;
- Zgrada u ul. Vodnjanska br. 40 naspram Kliničkog centra u Skoplju;
- Hotel za samce građevinskog preduzeća "Beton", u industrijskom delu grada na levoj strani Vardara (poginulo 11 radnika, većina na terenu);

## Posle zemljotresa
Predsednik SFRJ Josip Broz Tito je odmah posle zemljotresa izjavio:
Skoplje je doživelo neviđenu katastrofu, ali mi ćemo ponovno izgraditi Skoplje. Postaće ponos i simbol bratstva i jedinstva, jugoslovenske i svetske solidarnosti.
Ove reči (slova) su napravljene od stiropora i okačene na staroj železničkoj stanici kao spomen-obeležje u izgradnji posle zemljotresa. Poruku je 2000. godine uklonio tadašnji direktor Muzeja uz obrazloženje da slova bi bila zamenjena novima, a zid rekonstruisan. Ali do danas to nije učinjeno.
Ubrzo je grad počeo da se gradi po nacrtima Kenzo Tange i Adolfa Ciborovskog. Stara železnička stanica je danas Muzej grada Skoplja i simbol je zemljotresa. Sat stanice je zauvek zaustavljen u kobnih 5:17 ujutru.
Jedna od prvih mera gradskih vlasti bila je organizovana evakuacija skopske dece širom Makedonije i SFR Jugoslavije. Kako bi evakuacija bila organizovanija, pri Gradskoj skupštini je formirano Odeljenje za narodnu odbranu, koje je bilo dmešteno na igralištu FK Rabotnički, a evakuacijom su obuhvaćeni neaktivni stanovnici: žene, stari i nemoćni, invalidi i sva deca do 15 godina starosti . Nakon zemljotresa evakuisano je ukupno 105.000 ljudi, od čega oko 30.000 dece. Deo evakuisanih (63.200 ljudi) otišao je kod rodbine i prijatelja u unutrašnjost Makedonije, a 41.743 je raspoređeno u druge jugoslovenske republike. Tako je Skoplje u danima posle zemljotresa postalo grad bez dece.
Oko 44.000 ljudi evakuisano je širom gradova Srbije, i to: Beograd, Niš, Leskovac, Kragujevac, Kraljevo, Smederevo, Sremska Mitrovica, Šabac, Kaniža, Bogovađa, Pionirski Grad i druga manja mesta. Opšta okružna bolnica u Skoplju je premeštena u Vranje, a bile su korištene i Nervna klinika, venerologija, ginekologija i otorinolaringologija u Nišu. Na Kosovo i Metohiju evakuisani su pacijenti u Internoj bolnici u Prištini.
U Sloveniji iz Skoplja je evakuisano 2.875 dece, na mestima kao što su: Solkan, dom Ivana Cankara u Ljubljani, Izola, Postojna i Debeli Rtič kod Kopra. Oko 11.000 evakuisanih je bilo smešteno širom Bosne i Hercegovine, u objektima u Sarajevu, Bihaću, Banja Luci, Ilidži i drugde. Crveni krst Crne Gore je obezbedio smeštaj za oko 1.171 osobu. Veliki broj dece smešten je na Crnogorskom primorju, kao i u Titograd, Cetinje, Nikšić, Bar, Risan, Ivangrad, Žabljak i druga mesta.
Za Hrvatsku otišlo 3.136 evakuisane dece: Rijeka, Split, Osijek, Preko kod Zadra, Vodice kod Šibenika, Ženski dom u Karlovac, Srpske Moravice, Crikvenica, Zagreb, a na hrvatskom primorju otkazani su turistički aranžmani gostima kako bi primila skopska deca.

## Galerija
- Prva akcija: spasavanje preživelih
- Članovi 8. evakuacijske bolnice Američke vojske u Skoplju, nakon potresa iz 1963. Jedinica je upućena na mjesto katastrofe radi pružanja medicinske pomoći žrtvama
- Omladinska radnička brigada koja je učestvovala u izgradnji Skoplja, 1963/1964. godine
- Simbol potresa: Stara železnička stanica u Skoplju. Sat je stao 26. jula 1963. u 5.17 sati. Danas zgradu koristi Muzej grada Skoplja.
- Sredstva za nova naselja u Skoplju donirali su SAD, UK, Zapadna Nemačka, Meksiko, skandinavske zemlje, Švajcarska, ČSSR, Poljska, Svetsko veće crkava itd.
- Dobrotvorni koncert Henrika Šeringa za žrtve zemljotresa u Skoplju održan 26. novembra 1963. u Remsu (Francuska).
- Novinski isečci: Pomoć građanima Skoplja iz Rozendala (Holandija) 8. avgusta 1963.
- Evakuacije dece
- Evakuacija porodica
- Evakuacija domaćinstava

## Spoljašnje veze
- Snimak nakon zemljotresa